# Consumor aliis inserviendo

Consumor aliis inserviendo (лат. Consūmor aliis inserviendo «Світячи іншим, згораю сам») — латинський вираз, що став крилатою фразою, особливо в лікарському середовищі.
Буквальний переклад: виснажуюсь\вичерпуюсь\марнуюсь\зношуюсь слугуючи іншим. Варіант перекладу: «Згоряю, світло даючи».
Архетипічно, вислів пов'язаний з міфом про титана Прометея та жертовністю.

## Історія
Цей вислів був поширений в Європі і часто згадувався в численних виданнях XVI ст., але його автор залишився невідомий.
В XVII ст. ця фраза стала девізом нідерландського лікаря Ніколаса ван Тульпа, який наполягав щоб емблемою лікування стала запалена свічка, як символ лікарів, які відправлялися у гарячі точки. Сьогодні багато медичних організацій і рухів в області охорони здоров'я використовують цю крилату фразу як девіз.